# Fábio Moon
Fábio Moon (São Paulo, 5 de junho de 1976) é um quadrinista brasileiro, sendo um dos mais premiados quadrinistas brasileiros da atualidade. Junto com seu irmão gêmeo Gabriel Bá, já publicou trabalhos nos EUA, Itália e Espanha. Foram um dos primeiros brasileiros a ganhar o Prêmio Eisner de quadrinhos.

## Biografia
O primeiro trabalho notável dos irmãos foi a revista independente no estilo underground chamada 10 pãezinhos, que chegou a 40 números e rendeu muitos elogios aos dois. Já foram publicados 5 livros dos "10 pãezinhos": "O Girassol e a Lua" (2000, Via Lettera), "Meu Coração, Não Sei Por Quê." (2001, Via Lettera), "CRÍTICA" (2004, Devir), "Mesa para Dois" (2006, Devir) e "FANZINE" (2007, Devir).
Eles lançaram mais 3 revistas independentes no Brasil: "ROCK'N'ROLL" (2004), em parceria com Bruno D'Angelo e Kako; "Um Dia, Uma Noite" (2006) e "5" (2007), em conjunto com a americana Becky Cloonan, o grego Vasilis Lolos e o gaúcho Rafael Grampá. Esta última revista ganhou o Eisner Award 2008 de melhor antologia, junto com a webcomic "Sugarshock", escrita por Joss Whedon.
Em 2007, lançaram uma quadrinização de "O Alienista" de Machado de Assis, premiada com o Prêmio Jabuti de "Melhor livro didático e paradidático de ensino fundamental ou médio".
Pelo selo Vertigo da DC Comics, Moon e Bá lançaram a HQ Daytripper, minissérie em 10 edições, desenhada e escrita por eles e colorida por Dave Stewart. A obra recebeu dois prêmios em 2011.
Desenham “BPRD: 1947″, escrita por Mike Mignola e Josh Dysart, uma prancha dominical na “Folha de S.Paulo”, chamada “Quase Nada”, e uma página de Quadrinhos na revista mensal “Época São Paulo”.
Em 2015, os irmãos lançaram uma nova HQ, Dois irmãos, baseada na obra homônima de Milton Hatoum, publicada no Brasil pelo selo Quadrinhos na Cia. da editora Companhia das Letras e nos Estados Unidos pela editora Dark Horse Comics, no ano seguinte, a obra ganhou um Eisner Award na categoria "melhor adaptação de outro meio",  o Harvey Award na categoria Melhor Edição Estadunidense de Material Estrangeiro e o Troféu HQ Mix na categoria adaptação para os quadrinhos.

## Prêmios
- 2011 - Eisner Awards - Melhor série limitada (Daytripper)

Harvey Awards - Melhor História em Edição Única (Daytripper)
- 2008 - Harvey Awards - Melhor nova série (The Umbrella Academy)

Jabuti - Melhor livro didático e paradidático de ensino fundamental ou médio (O Alienista)
Eisner Awards - Melhor Antologia (5) e Melhor Quadrinho digital (Sugarshock)
- 2006 - Prêmio Angelo Agostini - Melhor Desenhista (com Gabriel Bá)

Prêmio HQ Mix - Melhor Edição Especial Nacional (10 Pãezinhos: Mesa para dois), Melhor Revista Independente (10 Pãezinhos: Um dia, uma noite), Melhor Blog de Artista (Os Loucos Underground), Melhor Desenhista Nacional (com Gabriel Bá)
- 2005 - Prêmio Angelo Agostini - Melhor Desenhista (com Gabriel Bá)

Prêmio HQ Mix - Melhor Blog de Artista (Os Loucos Underground)
- 2004 - Prêmio Angelo Agostini - Melhor Roteirista (com Fábio Moon)

Prêmio HQ Mix - Melhor Edição Especial Nacional (10 Pãezinhos: CRÍTICA), Melhor Blog de Artista (Os Loucos Underground), Melhor Desenhista Nacional (com Gabriel Bá)
- 2003 - Prêmio HQ Mix - Melhor Blog de Artista (Os Loucos Underground)
- 1999 - Xeric Foundation Grant - Roland

Prêmio HQ Mix - Desenhista Revelação (com Gabriel Bá), Melhor Fanzine (10 Pãezinhos)